# Xosé Ricardo Losada
Xosé Ricardo Losada Vicente (Rianjo, 3 de julio de 1961) es un profesor y escritor español en lengua gallega.

## Trayectoria
Licenciado en Filosofía por la Universidad de Santiago de Compostela. Profesor de filosofía y valores éticos en el IES Félix Muriel de Rianjo. Socio fundador y secretario de la Asociación Cultural Barbantia, colabora en varias revistas culturales como Alameda, Casa da Gramática o A Trabe de Ouro. Colabora habitualmente en el suplemento cultural mensual A Voz de Barbantia.

## Obra

### Narrativa
- O xene da chuvia (2005). Edicións do Castro. Relatos.
- Bótame deste mar fóra (2017). Toxosoutos.
- A casa xunto ao volcán (2019). Galaxia. 204 págs. II Premio Viadutos de Novela.
- O rosario e a buguina (2021). Galaxia. 160 págs. ISBN 978-84-9151-728-3. Recrea los últimos meses de vida del poeta Manuel Antonio y el conflicto que tiene con su madre por motivos religiosos

### Ensayo
- Faustino Rey Romero. Un evanxeo bufo, 2015, Edicións Xerais.
- Manuel Antonio. Vida e misterio dun poeta galego, 2018, Editorial Galaxia, ISBN 978-84-9151-162-5

### Edición
- Premio Faustino Rey Romero Isorna (Rianxo): dez anos de poesía, 1998-2007, 2008, Ayuntamiento de Rianxo.
- Faustino Rey Romero: obra poética e teolóxica, 2013, Ayuntamiento de Rianxo.

### Obras colectivas
- Luces da cidade.
- Voces na guerra.
- Pico Sacro. Ferido polo lóstrego e a lenda, 2017, Alvarellos.

## Premios
- 2005: III Concurso de contos Liceo de Noia.
- 2019: II Premio Viadutos de Novela por la obra A casa xunto ao volcán
- 2020: Premio Torrente Ballester de narrativa por O rosario e a buguina,